# مايا أنجيلو
مارجريت آن جونسون وشهرتها مايا أنجيلو (بالإنجليزية: Maya Angelou، وتنطق /ˈmaɪ.ə ˈændʒəloʊ/) (سانت لويس 4 أبريل 1928 - 28 مايو 2014 )، شاعرة وكاتبة أمريكية أصدرت سبع سير ذاتية وخمسة كتب في فن المقال والعديد من المجموعات الشعرية. تنسب إليها قائمة من المسرحيات والأفلام والبرامج التليفزيونية التي امتدت نحو أكثر من خمسين عاما. وحصلت أنجيلو على عشرات الجوائز ذلك بالإضافة إلى حصولها على أكثر من ثلاثين شهادة دكتوراة فخرية. تشتهر بسلسلة التراجم الذاتية التي تنصب على مرحلة طفولتها وتجاربها الأُوَل في مرحلة المراهقة. وتناولت سيرتها الذاتية الأولى «أعرف لماذا يغرد الطائر الحبيس»  حياتها منذ لحظة الميلاد وحتى سن السابعة عشر. ومن الجدير بالذكر أن هذه السيرة منحتها اعترافًا وإطراءً عالميًا وشهرة واسعة.
شملت قائمة أعمالها القوادين، والعاهرات، وراقصات وفنانات الملاهي الليلية، وأعضاء أوبرا «البغروس وباس»، ومنسق مؤتمر القيادة المسيحية الجنوبية، مارتن لوثر كينغ، بالإضافة إلى المؤلفين والصحافيين في مصر وغانا إبان فترة تصفية الاستعمار، وممثلي وكتّاب ومخرجي ومنتجي المسرحيات والأفلام، وبرامج التليفزيون الأرضي المحلي. ومنذ عام 1982 حاضرت أنجيلو في جامعة ويك فورست بونستون سالم، بولاية نورث كارولينا حيث كانت أول أستاذ يتربع على كرسي أرينولدز في الدراسات الأمريكية لمدى الحياة. وكانت ناشطة في حركةالحقوق المدنية وعملت مع كل من: مارتن لوثر كينغ ومالكوم إكس. ومنذ فترة التسعينيات كان لها أكثر من ثمانين ظهورا في حلقات المحاضرات على مدار العام الواحد. وداومت القيام بذلك حتى الثمانينيات من عمرها. وفي عام 1993 ألقت قصيدتها «على نبض الصباح» في حفل التنصيب الرئاسي لبيل كلينتون وكانت بذلك أول شاعرة تلقي قصيدة في حفل تنصيب رئاسي، بعد أن كان لروبرت فروست السبق في ذلك أثناء حفل تنصيب جون كينيدي 1961.
وبإصدار سيرتها الذاتية «أعرف لماذا يغرد الطائر الحبيس» أصبحت أنجيلو من أوائل الأمريكيات الأفارقة ، تمكنًا من سرد حياتهن الشخصية على مشهد من الناس. وتحظى أنجيلو باحترام كبير وذلك باعتبارها المتحدث الرسمي للأمريكيين السود. وتعتبر أعمالها مثالًا لجبهة الدفاع عن ثقافة الأمريكيين الأفارقة. ورغم محاولات حظر كتبها من بعض مكتبات الولايات المتحدة، استخدمت أعمالها على نطاق واسع في مدارس وجامعات العالم. ووصفت الأعمال الكبرى لمايا أنجيلو بأنها سير ذاتية روائية، غير أن العديد من النقاد اعتبروا هذه الأعمال مجرد سير ذاتية. وتعمدت أنجيلو تغيير النمط الشائع في كتابة السير الذاتية وذلك من خلال نقد، وتنويع، وتوسيع نطاق هذا النوع الأدبي. وتتمركز كتبها في مناقشة موضوعات تعبوية عديدة، منها على سبيل المثال العنصرية، والهوية، والأسرة، والسفر والترحال. وتشتهر أنجيلو بأنها كاتبة سير ذاتية، ولكنها أيضًا شاعرة عظيمة بالرغم من ردود الأفعال المتباينة على قصائدها.

## حياتها الشخصية والمهنية

### السنوات المبكرة
ولدت مارجريت آن جونسون في سانت لويس، بولاية ميزوري، في 4 أبريل/نسيان 1928
وكانت المولود الثاني لبيلي جونسون الحاجب وخبير الأغذية في سلاح البحرية، وفيفان (باكستر) جونسون الممرضة وبائعة اليانصيب. ولقبها أخيها بيلي باسم «مايا»، وذلك اختصارًا ل"Mya sister" أو"My"
. وعندما كانت مايا في الثالثة من عمرها وكان أخيها في الرابعة، انتهى «الزواج الكارثي»
لوالديهما فشحنهما والدهما بالقطار إلى ستامبس، بولاية أركنساس، للعيش مع جدتهما آنى هندرسون. وفي ظل الظروف الاقتصادية القاسية التي كان يمر بها الأمريكيين الأفارقة حدثت «طفرة مذهلة» في الوضع المالي لجدتهما أثناء الأزمة الاقتصادية الكبرى والحرب العالمية الثانية حيث كان المتجر العام الذي امتلكته آنى هندرسون، يبيع السلع الضرورية، كما كانت هندرسون تقدم استثمارات«ذكية ونزيهة»
وبعد مضي أربع سنوات حضر والدهما إلى ستامبس دون إخبارهما وأعادهما إلى رعاية والدتهما في سانت ليو. وعندما بلغت أنجيلو ربيعها الثامن وكانت تعيش في تلك الفترة مع والدتها، اعتدى عليها فريمان خليل أمها واغتصبها. وأبلغت أنجيلو أخيها بما حدث فأخبر بقية أفراد أسرتهما. وبالفعل ثبتت إدانة فريمان، إلا أنه لم يسجن سوى سنة واحدة. وبعد أربعة أيام من إطلاق سراحه وجد مقتولًا، ولربما كان الجاني أحد أعمام أنجيلو. ومنذ هذه اللحظة ظلت أنجيلو خرساء لمدة تقرب من خمس سنوات. فكانت تعتقد كما قالت«أظن أن صوتي قتله؛ فقد قتلت هذا الرجل لأنني أفصحت عن اسمه، ومن ثم لن أقوى على الكلام ثانية، لأن صوتي بإمكانه قتل أي شخص آخر».
ووفقًا لما قالته مارسيا آن جيليسبي وزملاؤها الذين قاموا بكتابة ترجمة أنجيلو، فإن أنجيلو تمكنت خلال فترة الخرس هذه من تطوير وتقوية ذاكرتها الخارقة، وشغفها بالكتب والأدب، وقدرتها على الاستماع وإدراك العالم من حولها.
وبعد فترة وجيزة من مقتل فريمان عادت أنجيلو مع أخيها مرة ثانية إلى جدتهما، واستأجرت معلمة كي تساعدها على التحدث مرة أخرى وهي بيرثا فلاورز صديقة العائلة. وقصت عليها فلاورز تراجم مجموعة من كبار الكتاب مثل تشارلز ديكنز، وويليام شكسبير، وإدغار ألان بو، دو غلاس جونسون، وجيمس ويلدون جونسون. وأثر هؤلاء الكتاب بالفعل في حياة أنجيلو. وحدثتها فلاورز أيضًا عن الفنانات السود مثل: فرانسيس هاربر، وآن سبنسر، وجيسي فاوست. وعندما بلغت أنجيلو الرابعة عشر من عمرها انتقلت هي وشقيقها مرة ثانية للإقامة مع والدتهما؛ فانتقلت أنجيلو منذ ذلك الحين إلى أوكلاند، بكاليفورنيا. والتحقت أثناء الحرب العالمية الثانية بمدرسة جورج واشنطن العليا، وفي الوقت نفسه كانت تدرس الرقص والدراما بمدرسة كاليفورنيا. وقبيل التخرج شغلت وظيفة أول قاطعة تذاكر، زنجية، في الترام بسان فرانسيسكو. وبعد مرور ثلاثة أسابيع على انتهاء دراستها وببلوغها السابعة عشر أنجبت وليدها كلايد «الذي تغير اسمه بعد ذلك إلى غاي جونسون».
«اجتمعا معًا في اسمي»، وهي السيرة الذاتية الثانية لمايا أنجيلو والتي تروي فيها حياتها من السابعة عشر إلى التاسعة عشر وتصور فيها«انحدار أم وحيدة إلى أسفل السلم الاجتماعي للفقر والجريمة». وعملت أنجيلو مديرة أعمال للبغايا، وطاهية، وداعرة. وتحركت أنجيلو داخل مجموعة من العلاقات، والمهن، والمدن، وذلك بسبب محاولتها تربية ابنها دون تدريبه على العمل، أو تعليمه باستخدام أحدث الأساليب المتطورة.

### مرحلة النضج وبداية حياتها المهنية: 1951-1961

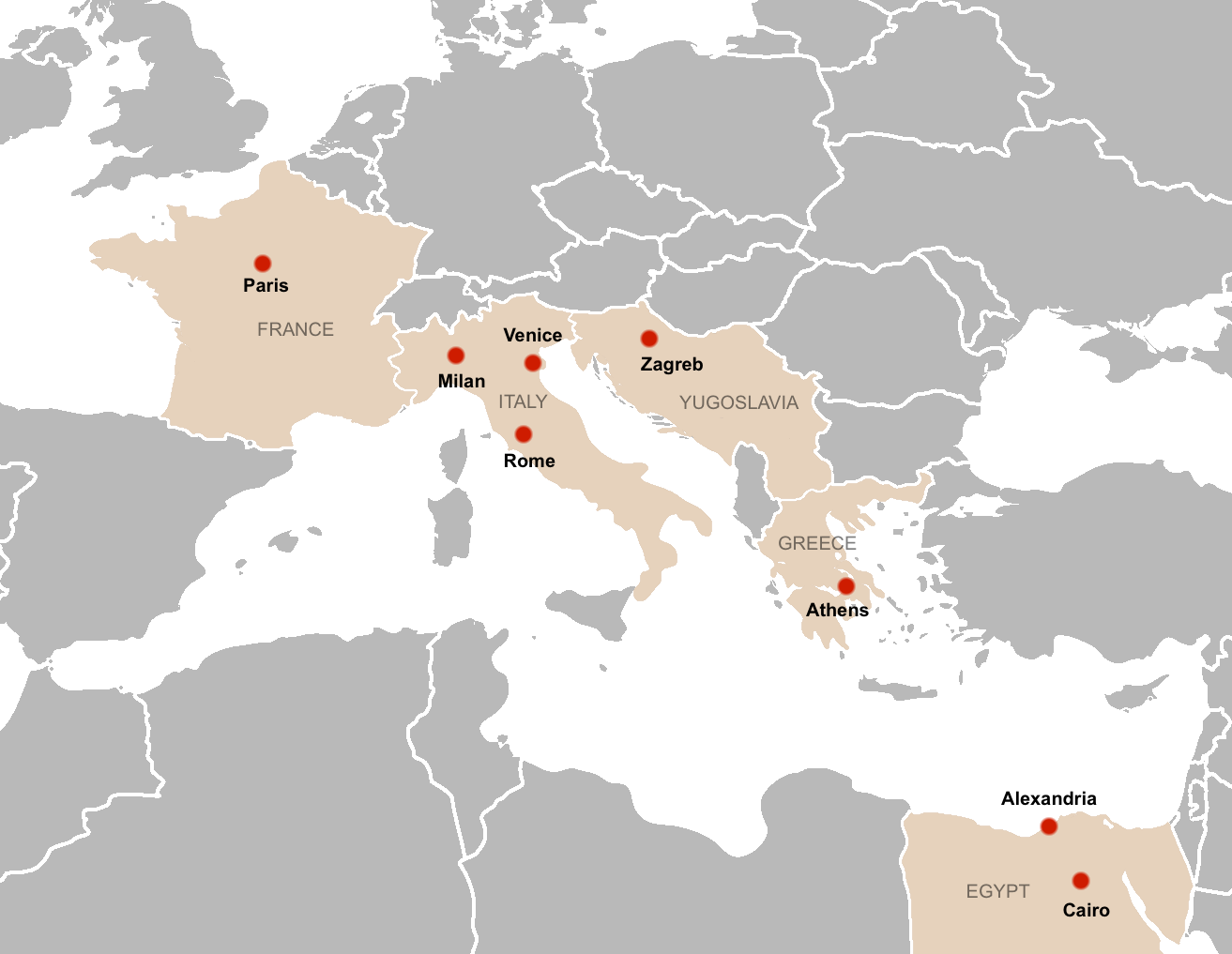
خريطة لأماكن التصوير الأوروبية والمصرية التي زارتها أنجيلو، أثناء عملها بأوبرا البغروس وباس، كما هو موضح في سيرتها الذاتية الثالثة

وفي عام 1951 تزوجت أنجيلو من عامل كهرباء يوناني، وبحار سابق، وموسيقار طموح يدعى إينستاشس (توش) أنجيلوس، وذلك رغم إدانة واستياء والدتها من العلاقات بين الأعراق في تلك الفترة. ودرست أنجيلو فن الرقص الحديث في هذا التوقيت. والتقت بفناني ومصممي الرقص: آلفين إيلي، وروث بيكفورد. وأسس أيلي وأنجيلو فرقة رقص، أطلقا عليها اسم«آل وريتا». وقدما عروض الرقص الحديث في منظمات السود الأخوية بكافة أرجاء سان فرانسيسكو، غير أن هذه العروض لم تحقق نجاحًا كبيرًا. وبعد ذلك، انتقلت أنجيلو برفقة زوجها وابنها إلى مدينة نيويورك حتى تتمكن من دراسة الرقص الأفريقي مع الراقصة الترينيدادية بيرل بريموس، ولكن أنجيلو عادت مع أسرتها إلى سان فرانسيسكو بعد مرور عام واحد. وعقب انفصال أنجيلو وزوجها إينستاشس، رقصت بأداء متميز في الأندية القريبة من سان فرانسيسكو، بما في ذلك ملهى بربل أونين حيث غنت ورقصت على موسيقى الكاليبسو. وطيلة هذه المرحلة الفنية ظلت معروفة باسم«مارجريت آن جونسون» أو«ريتا»، ولكنها غيرت اسمها المهني إلى«مايا أنجيلو» ذلك«الاسم المميز» الذي أسر ملايين القلوب الشغوفة بأدائها للرقص على موسيقى الكاليبسو. وخلال الفترة ما بين عامي 1954-1955م قامت أنجيلو بجولة حول العالم بدعم من أوبرا البغروس وباس. وبدأت في تعلم لغة كل بلد زارته، وخلال سنوات قليلة أتقنت العديد من اللغات.
وفي عام 1957، وبعد تصدرها قائمة فناني الكاليبسو الأكثر شعبية، سجّلت ألبومها الأول«ملكة جمال الكاليبسو» الذي أصدر مرة ثانية على شكل أسطوانات عام 1996. وألهمها ظهورها في استعراض هذا الألبوم خارج منطقة برودواي فكرة فيلمها«الموجة الحارة، كاليبسو» وغنت فيه وعرضت مؤلفاتها الشخصية.
والتقت أنجيلو بالروائي جيمس أوليفر كيلينز، وتلبية لندائه انتقلت إلى نيويورك حتى تكرس حياتها للكتابة. وانضمت أنجيلو إلى نقابة كتاب هارلم حيث اجتمعت مع العديد من كبار الكتاب الأمريكين الأفارقة، مثل جون هنريك كلارك، وروزا غاي، وبول مارشال، و جوليان مايفيلد، ونشرت أعمالها للمرة الأولى. وبعد لقائها مع زعيم الحقوق المدنية، مارتن لوثر كينغ، واستماعها إليه 1960، أسست هي وكيلينز ملهى الحرية«الأسطوري» لصالح مؤتمر القيادة المسيحية الجنوبية، وفي هذا المؤتمر لقبت باسم «المنسق الشمالي لمؤتمر القيادة المسيحية الجنوبية». ووفقًا للباحث ليمان هاغن، كان لإسهامات أنجيلو في الحقوق المدنية كجمع التبرعات، وتنظيم مؤتمر القيادة المسيحية الجنوبية، «دور بارز وفعال». وخلال هذه الفترة، بدأت أنجيلو أيضًا نشاطها الموالي للكاسترو والمناهض للفصل العنصري.

### إلى الطائر الحبيس في أفريقيا:1961-1969

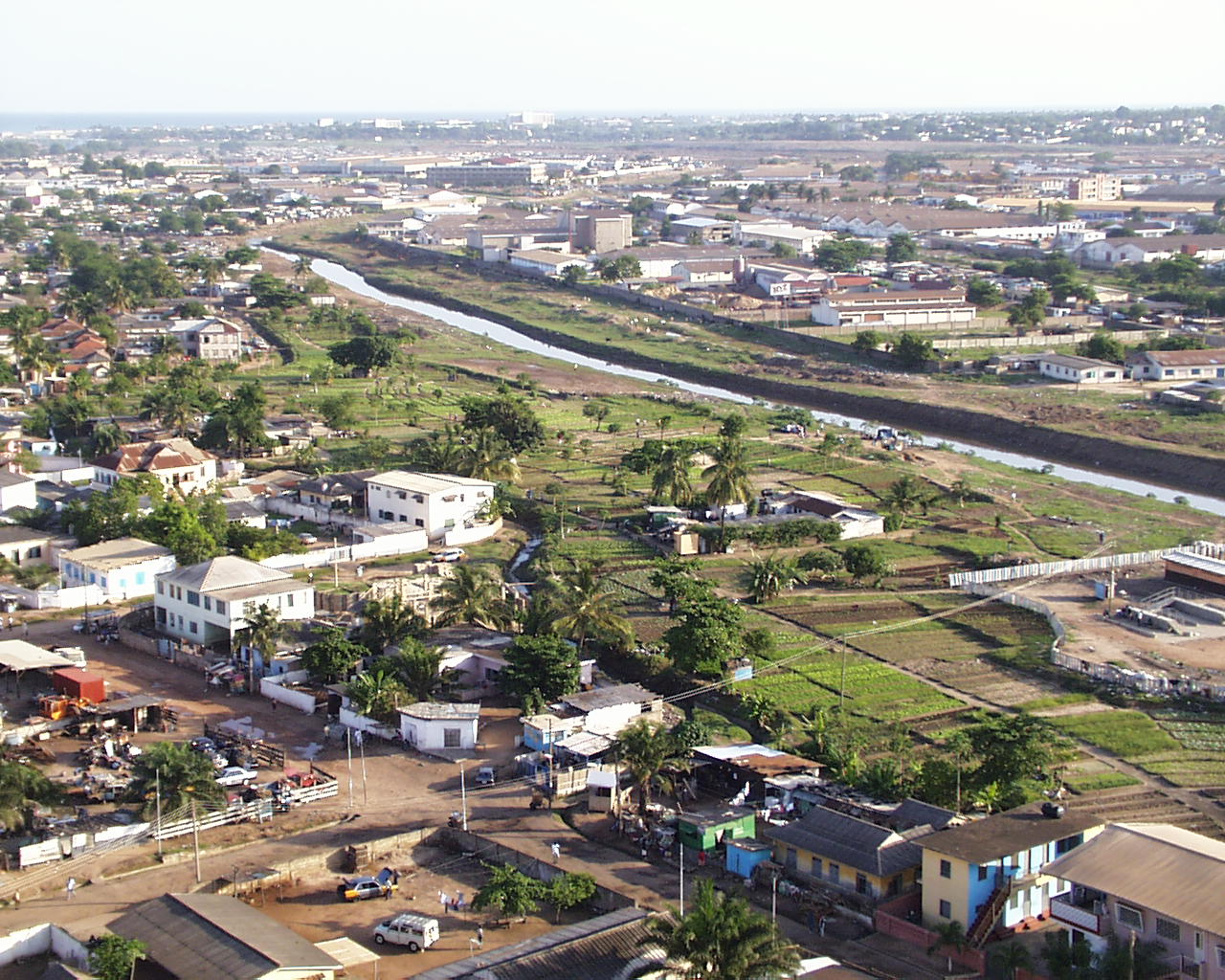
قضت أنجيلو معظم وقتها في إفريقيا بأكرا، وغانا، كما هو موضح هنا، 2008.

وفي عام 1961 غنت أنجيلو في فرقة جان جينيه، التي اشتهرت باسم«ذا بلاك» مع أبر لينكولن، و روسكو لي براون، وجيمس إيرل جونز، ولويس جوستي، وسيسلي تايسون. وفي ذلك العام تعرفت مايا أنجيلو على مناضل للحرية من جنوب أفريقيا يدعى فوزومزي ماكي، ولكنهما لم يتزوجا رسميًا. وانتقلت أنجيلو برفقة ماكي وابنها غاي إلى القاهرة حيث تولت منصب المحرر المساعد بالجريدة الأسبوعية الصادرة بالإنجليزية «أرب أوبزرفر». وفي عام 1962، انتهت علاقتها بماكي، وانتقلت مع غاي إلى أكرا، بغانا حتى يلتحق غاي بالتعليم الجامعي، ولكنه أصيب بجروح خطيرة أثر حادث سيارة. وظلت أنجيلو مقيمة في أكرا من أجل شفاء ابنها وانتهى بها الأمر إلى البقاء فيها حتى عام 1965. وفي ذلك الحين أصبحت مسؤولة في جامعة غانا وناشطة بجالية الأمريكيين الأفارقة. كما عملت محررة متميزة في مجلة«ذي أفريكان ريفيو». كما عملت كاتبة مستقلة في مجلة«غانا تايمز» وكتبت وقدمت عدة برامج في إذاعة غانا، ورقصت على مسرح غانا القومي.وغنت أيضًا أثناء الاحتفال بإحياء الزنج بجينيف وبرلين.
وفي أكرا أصبحت أنجيلو الصديقة المقربة إلى مالكوم إكس وذلك أثناء زيارته في أوائل الستينيات. وعادت أنجيلو إلى الولايات المتحدة الأمريكية 1965 للمشاركة في تأسيس منظمة للحقوق المدنية، عوضًا عن منظمة الوحدة الأفريقية التي قتل رئيسها بعد فترة قليلة من تأسيسها. وعندما أصابت أنجيلو حالة من الإحباط وتضارب الأهداف انتقلت إلى هاواي للإقامة مع شقيقها وهناك استأنفت مشوارها الغنائي، ثم انتقلت إلى لوس أنجلوس لتضع نصب أعينها العمل الكتابي. عملت باحثة أسهم في شركة واتس وشاهدت أعمال شغب صيف 1956. قامت أنجيلو بعدة أدوار في مسرحيات من تأليف كتاب آخرين. وعادت إلى نيويورك في 1967 والتقت بصديقة عمرها روزا غاي، وجددت صداقتها مع جيمس بالدوين الذي تعرفت عليه في باريس خلال فترة الخمسينيات وأطقت عليه في هذا الوقت، «شقيقي»، وخلال هذه الفترة قدمت لها صديقتها جيري بورسيل راتبًا لدعم كتاباتها.
وفي 1968 طالبها مارتن لوثر كينغ بتنظيم مسيرة وبالفعل وافقت، ولكنها" أرجئت هذا الطلب مرة
ثانية«. وفيما أطلقت عليه جيليسبي» مصير مروع"  اغتيل مارتن لوثر كينغ، ووافق هذا الحادث عيد ميلاد مايا أنجيلو الأربعين. وتعرضت أنجيلو لحالة من الإحباط مرة أخرى، ولكن بالدوين رفع معنوياتها وشجعها على الخروج من مثل هذه الحالة. وكما ذكرت جيليسبي" إذا كانت 1968، سنة من الألم، والفقدان، والأسى، فقد كانت عامًا شهدت فيه أمريكا اتساع وعمق روح أنجيلو وعبقاريتها الخارقة. وبالرغم من عدم وجود أدنى خبرة لأنجيلو في مجال صناعة الأفلام كتبت وأنتجت«بلاكس، بلوز، بلاك» وهي سلسلة أفلام وثائقية مكونة من عشرة أجزاء تتناول العلاقة بين موسيقي البلوز وتراث الأمريكين الأفارقة بجانب ما تطلق عليه أنجبلو" الروح الأفريقية التي لا تزال قائمة بالولايات المتحدة" لصالح التليفزيون التربوي الوطني. وفي عام 1968 حضرت أنجيلو حفل عشاء مع بالدوين، ورسام الكاريكاتير جول فايفر وزوجته جودي، وفي هذا الحفل تحداها المحرر روبرت لوميس بدار نشر راندوم هاوس فدفعها ذلك إلى كتابة سيرتها الذاتية الأولى«أعرف لماذا يغرد الطائر الحبيس» والتي نشرت عام 1969 ومنحتها اعترافًا وإشادة دولية.

### مشوارها المهني مؤخرًا

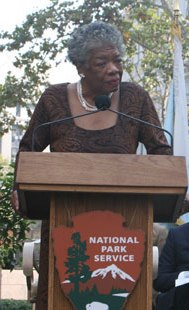
أنجيلو في حفل أكتوبر 2003، باستضافة رئيس البلدية بلومبيرغ، وعضو الكونجرس نادلر

أنتجت شركة أفلام سويدية رواية «جورجيا جورجيا» وصُوِّرت مشاهدها بالسويد ويعتبر سيناريو هذه الرواية أول نص سينمائي تكتبه امرأة سوداء. وصدر الفيلم في عام 1972. وألفت أنجيلو الموسيقى التصويرية للفيلم، ولكن أضيفت بعض التعديلات الطفيفة أثناء التصوير. وتزوجت أنجيلو من نجار ويلزي إضافة إلى زوجها السابق جرين غرير الذي اشتهر باسم «بتول دو فو»، في سان فرانسيسكو 1973. وكما ذكرت جيليسبي أنه في العقد الأخير الذي لحق هذه الفترة«حققت أنجيلو نجاحًا يعجز الفنانون عن تحقيقه طيلة حياتهم». عملت ملحنة ومؤلفة أغاني لروبرت فلاك كما كتبت عشرات الأفلام والمقالات والقصص القصيرة ونصوص الأعمال التليفزيونية، والأفلام الوثائقية، والسير الذاتية، والأشعار. وأنتجت مسرحيات متعددة. وتوافد لزيارتها عدد كبير من الأساتذة من مختلف الكليات والجامعات وكانت أنجيلو«ممثلة مكافحة»، ورشحت لجائزة توني 1973 عن دورها في«ننظر بعيدًا». وفي عام 1977 ظهرت أنجيلو في دور ثان على شاشة التليفزيون من خلال حلقات المسلسل الأمريكي القصير«جذور». وحصلت في هذه الفترة على العديد من الجوائز بما فيها أكثر من ثلاثين شهادة دكتوراة فخرية من كليات وجامعات العالم أسره.
وفي أواخر السبعينيات قابلت أنجيلو أوبرا وينفرى التي كانت تعمل مذيعة تليفزيون بولاية ميريلاند الأميركية. وفيما بعد أصبحت أنجيلو المعلمة والصديقة المقربة  إلي وينفري. وفي سنة 1981 انفصلا دو فو وأنجيلو فعادت إلى جنوب الولايات المتحدة حيث وافقت على تولي منصب كرسي رينولدز للدراسات الأمريكية في جامعة ويك فورست بونستون سالم، ولاية نورث كالورينا. وقامت أنجيلو بتدريس مجموعة متنوعة من الموضوعات التي تعمل كمرآة تعكس اهتماماتها ومن بينها موضوعات الفلسفة، واللاهوت، والعلوم، والمسرح، وفن الكتابة.
وألقت أنجيلو قصيدتها «على نبض الصباح» في حفل التنصيب الرئاسي لبيل كلينتون 1993 لتصبح بذلك أول شاعرة تلقي قصيدة افتتاحية في حفل تنصيب رئاسي بعد أن كان للشاعر روبرت فروست  السبق في ذلك أثناء حفل تنصيب جون كينيدي 1961. وأضفى إلقاؤها لهذه القصيدة بريقًا من الشهرة والتقدير على أعمالها الفنية السابقة كما عمل على زيادة أعداد محبيها عبر الحدود العرقية، والاقتصادية والتعليمية. وحصلت أيضًأ على جائزة غرامي، عن إلقائها لهذه القصيدة. وفي يونيو/حزيران 1995 وفي ظل مراسم الاحتفال باليوبيل الذهبي لتأسيس الأمم المتحدة ألقت قصيدة«الحقيقة الجريئة الصادمة» والتي أطلق عليها ريتشارد لونغ«القصيدة الثانية الناطقة بلسان حال العامة». وفي نهاية المطاف حققت أنجيلو هدفها بإخراج فيلم روائي طويل وهو«إلى أسفل الدلتا» في 1996، وقد شارك في بطولته ألفري، ووداردي، وويسلي سنايبس. ومنذ فترة التسعينيات شاركت أنجيلو بشكل فعال في حلقة المحاضرات  التي كانت تعقد في إحدى الحفلات المتخصصة وداومت أنجيلو مشاركتها في هذه الحلقة إلى الثمانينيات من عمرها. وفي عام 2000 صممت مايا أنجيلو مجموعة رائعة من المنتجات لمؤسسة هول مارك ، وكانت من بين هذه المجموعة بطاقات المعايدة، والأدوات المنزلية المزخرفة. وعلى مدار أكثر من ثلاثين عام وبعد أن بدأت أنجيلو في كتابة سيرها الذاتية أكملت سيرتها السادسة«الأغنية التي صعدت إلى عنان السماء» عام 2002. وفي سن الخامسة والثمانين أصدرت سيرتها الذاتية السابعة«أمي وأنا وأمي» والتي تناولت علاقتها بأمها.
وقامت أنجيلو بدعم الحملة الانتخابية لهيلاري كلينتون، في الحزب الديمقراطي. وعندما انتهت حملة كلينتون وجهت أنجيلو اهتمامها لباراك أوباما الذي فاز في الانتخابات الرئاسية وأصبح أول رئيس أمريكي من جذور أفريقية للولايات المتحدة الأمريكية. وعبرت أنجيلو عما بداخلها قائلة: «نحن من ترعرعوا في ظل العنصرية والنزعة الجنسية». وفي نهاية عام 2010 تبرعت أنجيلو بأوراقها الشخصية، وتذكاراتها المهنية لمركز شكومبيرغ للبحث في ثقافة السود بهارلم. وتألفت التبرعات من أكثر من 340 صندوق من الوثائق التي تميزت بملاحظات مكتوبة بخط يدها على الوسادة الصفراء التي اعتادت الكتابة عليها مثل«أعرف لماذا يغرد الطائر الحبيس» بالإضافة إلى برقية 1982 من كوريتا سكوت كينغ، وبريد المعجبين، والمراسلات الشخصية والمهنية لزملائها مثل مراسلات محررها روبرت لوميس.

### حياتها الشخصية
وتشير الدلائل أن أصل أنجيلو ينحدر جزئيًا من مجموعات المندي التي تسكن غرب أفريقيا.
وقد كشف برنامج تليفزيوني وثائقي لعام 2008 أن جدة والدتها الكبرى ماري لي التي تحررت بعد الحرب الأهلية كانت قد حملت من سيدها الأبيض جون سافين الذي أجبرها على التوقيع بصحة إقرار مزيف تنسب فيه وليدها إلى رجل آخر. وبعد إدانة سافين بإجبار لي على الحنث باليمين الدستورية وبالرغم من اكتشاف أن سافين هو الأب الحقيقي للمولود أقرت هيئة المحلفين أنه بريء. وتم إقصاء لي إلى مقاطعة كلينتون كي تعيش في ملجأ للفقراء في ولاية ميزوري مع رضيعتها مارجريت باكستر وهي جدة مايا أنجيلو. ووصفت أنجيلو جدتها الكبرى لي بكونها «الفتاة السوداء المسكينة، المرضوضة جسديًا وفكريًا». وتناولت أنجيلو تفاصيل حياتها بالوصف في سيرها الذاتية السبع، وفي العديد من الحوارات، والخطب، والمقالات، المتعارضة مع بعضها. وأوضحت الناقدة ماري جين لبتون أنه عندما تحدثت أنجيلو عن حياتها قدمتها بأسلوب بليغ، ولكن بصورة غير رسمية و«بدون تصور أدنى مخطط زمني أمام عينيها» 
فعلى سبيل المثال، ذكرت أنها تزوجت مرتين على الأقل غير أنها لم تحدد عدد المرات التي تزوجت فيها «ولربما كان ذلك خوفًا من أن تبدو شخصية تافهة في أعين معجبيها». ووفقًا لترجمتها الذاتية وما أوردته جيليسبي، تزوجت مايا من توشاك أنجيلوس في 1951 وباول دو فو في 1973، وبدأت علاقتها مع فوجوزمي ماكي في 1961، ولكنهما لم يتزوجا رسميًا. أنجبت أنجيلو إبنًا واحدًا وهو غاي الذي وصفت لحظة مولده في سيرتها الذاتية الأولى. ولأنجيلو حفيد واحد، وولدين لهذا الحفيد. وبحسب ما ذكرته جيليسبي، كوّنت أنجيلو مجموعة كبيرة من الصداقات والعلاقات الممتدة مع العديد من الأسر. وتوفيت والدتها فيفيان باكستر، وشقيقها بيلى جونسون بعد أن لعبا دورًا رائدًا في حياتها؛ رحلت والدتها في عام 1991 ثم رحل شقيقها في عام 200 بعد الإصابة بعدة سكتات دماغية. وفي سنة 1981 اختفت زوجة ابنها وحفيدها؛ فظلت أنجيلو تسعى جاهدة للعثور على حفيدها نحو ما يقرب من ثماني سنوات.
واستنادًا إلى أقوال جيليسبي كان لقب«دكتور أنجيلو» من أحب الألقاب التي تدعى بها من قبل أصدقائها المقربين ومن قبل عائلتها، وفي عام 2008 وذكرت أنجيلو أنها تمتلك منزلين في وينستون سالم بولاية نورث كارولينا وواحد في هارلم، واحتوت هذه المنازل على «مكتبات حافلة» بالكتب التي جمعتها طوال حياتها، والأعمال الفنية التي تم جمعها على مدى عقود عديدة، و مطابخ جيدة التجهيز. أضافت جيليسبي أن أنجيلو استضافت العديد من الاحتفالات في مقر إقامتها الرئيسي كل عام في وينستون سالم، وكانت من بينها احتفالية عيد الشكر، و«التي استخدمت فيها أنجيلو مهاراتها في فن الطهي، بمطبخها أسفل المنزل». ومزجت بين مهارات الطهي ومهارات الكتابة في كتابها «هاللويا! مائدة الترحيب» والذي تضمن الوصفات التي تعلمتها من جدتها ووالدتها مرتبطة بمجموعة من القصص.
وبدءًا من" أنا أعرف لماذا يغرد الطائر الحبيس" استخدمت أنجيلو "طقوسها الكتابية" لسنوات طويلة. تستيقظ في الصباح الباكر وتذهب إلى إحدى غرف الفنادق وتطلب من العاملين إزالة أي صورة على جدران الغرفة، ثم تكتب على وسادة يسمح لها باستخدامها، وهى مستلقية على سرير وفي يدها زجاجة من الخمر ومعها أوراق اللعب، وقاموس المفردات، والكتاب المقدس، وتغادر الغرفة في وقت مبكر من الظهيرة بعد أن تكون قد فرغت من الكتابة. وتراوح معدل ما كانت تكتبه بين 10-12 صفحة يوميًا، وكانت تضيف تعديلاتها لثلاث أو أربع صفحات في المساء. واستمرت أنجيلو في ممارسة تلك الطقوس، كي" تمتع" نفسها كما ذكرت في حوار لها مع هيئة الإذاعة البريطانية أنها تكتب مستخدمة هذه الطقوس حتى تخفف" العذاب، والكرب، وعاصفة الغضب، والإجهاد". وتستخدم أنجيلو مستوى الرؤية من الخلف عندما تبدأ في كتابة أي موضوع وإن كان هذا الموضوع يختص بتجربة مؤلمة مثل تجربة اغتصابها المريرة وذلك من أجل الوصول إلى"الحقيقة الإنسانية التي تكمن في رحلتها مع الحياة" وبذلك يمكنها أن تتصور ملامح المكان الساحر الذي حمل ذكرياتها. وقالت أنجيلو: «إن الأمر
قد يستغرق ساعة للتوغل في الذكريات، ولكن مجرد الوصول إلى هذه الذكريات شيء ممتع». وقالت إنها لم تجد أفضل من" الإفصاح بالحقيقة" مداوٍ لآلام ذكرياتها.

### وفاتها
توفيت مايا في صباح يوم 28 مايو 2014 حيث وجدها الشخص الذي يقدم لها الرعاية الصحية حسب ما ذكرت عائلتها. كما وردت تقارير قبل وفاتها عن سوء حالتها الصحية، والذي اضطرها إلى إلغاء عدد من المناسبات.

## أعمالها الفنية
لقد قدمت أنجيلو مجموعة مؤلفة من سبع سير ذاتية.وبإصدارها مجموعتها الشعرية الثالثة «شاكرًا! لماذا لا تغني!» وصفتها الباحثة ماري جان لبتون بكونها «أول أمريكية من أصل أفريقي تصدر مجموعة شعرية ثالثة عن رحلة حياتها». وتعتبر مؤلفاتها «امتدادًا لتاريخها على مر الزمان والمكان» من أركنساس إلى أفريقيا، ثم العودة إلى الولايات المتحدة وبداية الحرب العالمية الثانية، ثم اغتيال مارتن لوثر كينغ. ولقد نشرت أنجيلو سيرتها الذاتية السابعة «أمي أنا أمي» في عام 2013.
وقد اتجه النقاد إلى تقييم السير الذاتية اللاحقة لأنجيلو على أساس سيرتها الذاتية الأولى «أعرف لماذا يغرد الطائر الحبيس» والتي حازت على تقديرهم ونالت إعجابهم. وقدمت أنجيلو عدة كتب في فن المقال أطلق عليها الكاتب هيلتون ألس «كتب الحكمة» و«المواعظ المنسوجة بخيوط السيرة الذاتية». واعتمدت أنجيلو على شخص واحد لتحرير كتاباتها وهو روبرت لوميس رئيس التحرير التنفيذي لدار نشر راندوم هاوس الذي تقاعد في 2011 بعد أن أصبح واحدًا من أشهر محرري دور النشر. وقالت أنجيلو معلقة على ارتباطها الوثيق بلوميس:«تحظى علاقتنا الطيبة بشهرة واسعة بين دور النشر».
وتعد حياتها الفنية حياة شاملة لمختلف أنواع الفن حيث كتبت الشعر، والمسرحيات، ونصوص الأعمال السينيمائية والتليفزيونية كما اشتهرت بأسلوبها المتميز في الخطابة.وهي كاتبة ذات إنتاج شعرى غزير.ورُشِّحت سيرتها الذاتية «أعطنى كوب ماء بارد قبل أن أموت»(1977)، لجائزة بوليتزر، كما اختارها بيل كلينتون لإلقاء قصيدتها «على وقع نبضات الصباح» في حفل تنصيبه 1993.
وتضمنت حياتها الفنية القيام بالعديد من الأدوار في المسرحيات والأفلام والأعمال التليفزيونية بما في ذلك ظهورها على شاشة التليفزيون في المسلسل الأمريكي القصير«جذور» 1977.ويعتبر فيلمها«جورجيا جورجيا» أول عمل سينمائي تكتب نصه امرأة سوداء ويتم إنتاجه. وبالإضافة إلى ذلك كانت أنجيلو أول أمريكية من أصل أفريقي تخرج فيلمًا سينيمائيًا كبيرًا كفيلم «إلى أسفل الدلتا» (1998). ومنذ التسعينيات حاضرت في كثير من الحلقات، الأمر الذي داومت فعله حتى الثمانينيات من عمرها. وفي عام 2008 قدمت أنجيلو فيلم «الشمعة السوداء» الذي يعرض قصة حياة عضو الكنيست أشانتي جونيور.

### التسلسل الزمني لسيرها الذاتية
- أعرف لماذا يغرد الطائر الحبيس: 1969
- اجتمعا معًا في اسمي 1974: 1944-1948
- قلب امرأة 1981: 1957-1962
- كل أطفال الرب يحتاجون أحذية سفر 1986: 1962-1965
- أغنية صاعدة إلى عنان السماء 2002: 1965-1968
- أمي أنا أمي 2013: نظرة عامة

## حفاوة استقبال، وإرث عظيم

### تأثير جليل

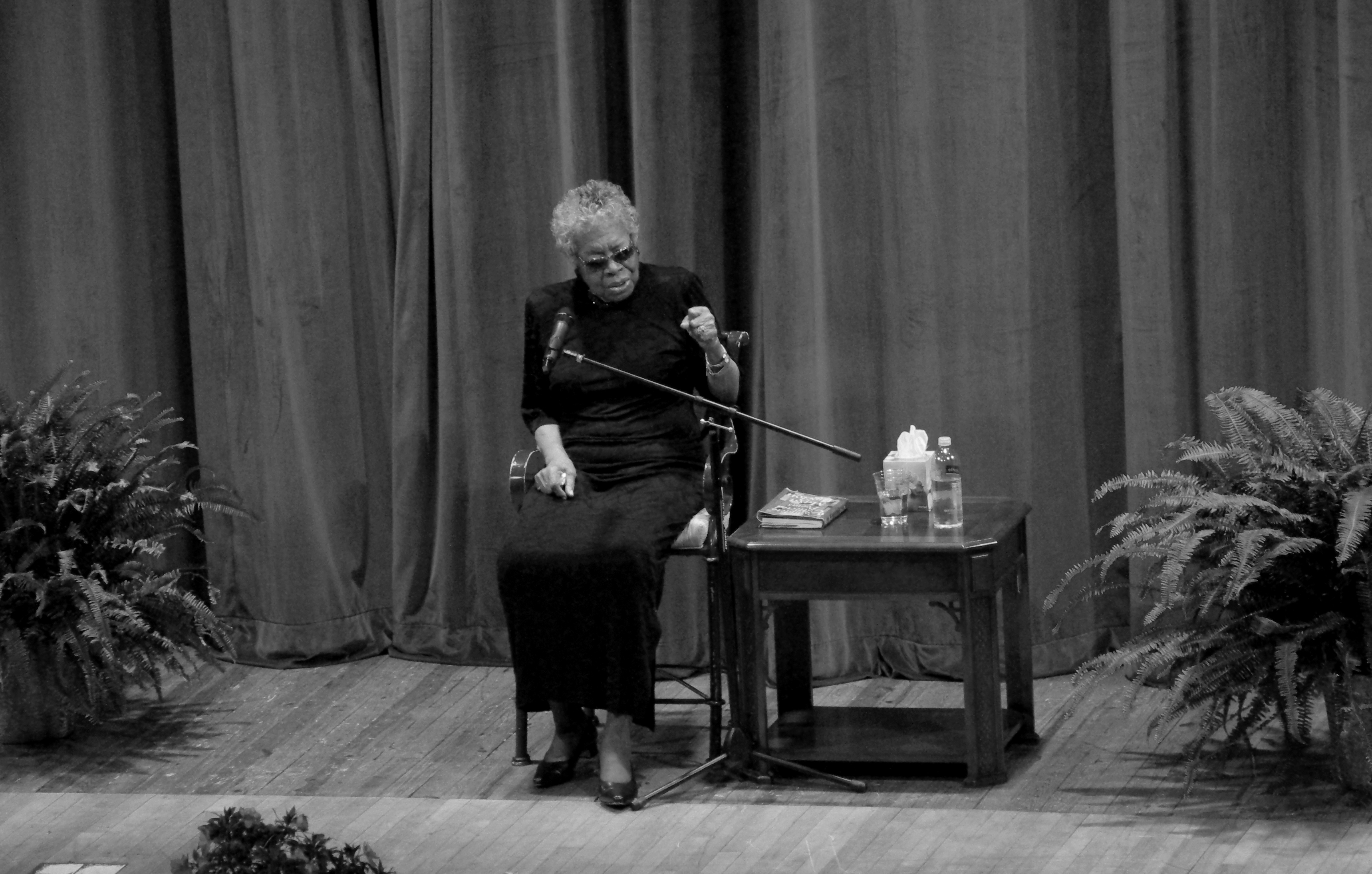
الشاعرة والناشطة مايا أنجيلو تخاطب الطلاب والموظفين بجامعة تينيسي للتكنولوجيا

لقد حظت أنجيلو بترحيب الكثير، وذلك عندما نشرت سيرتها الذاتية" أعرف لماذا يغرد الطائر الحبيس" حيث اعتبر النقاد هذه السيرة الذاتية لونًا جديدًا صادرًا عن كتاب المذاكرات. إضافة إلى كون أنجيلو واحدة من أوائل النساء الأميركيات من أصول أفريقية اللاتي تمكن من مناقشة حياتهن الشخصية جهرة في ذلك الحين. ووفقًا لما ذكره الباحث هيلتون ألس " كانت الكاتبات السودوات مهمشات إلى درجة وصلت إلى عدم تمكنهم الإفصاح عن هويتهن بوصفهن شخصيات محورية في الأعمال الأدبية التي قمن بكتابتها". وأقر الباحث جون ماكورتر الذي أطلق على أعمال أنجيلو بعد تمحيصها " المسارات" أن هذه الأعمال ما هي إلا " كتابة دفاعية". كما أنه صنف كتاباتها ضمن تقاليد الأدب الأفرو-أمريكي الذي يستخدم باعتباره سلاح للدفاع عن ثقافة السود وأطلق على هذا النوع" سمة أدبية من السمات الحتمية التي سيطرت على معرفة وثقافة السود خلال هذه الفترة". وذكر الكاتب جوليان مايفيلد  الذي اعتبر" أعرف لماذا يغرد الطائر السجين"،" عملًا فنيًا" يستعصى وصفه" وأن مجموع السير الذاتية لأنجيلو يشكل مرحلة متقدمة ليست فقط بالنسبة للكاتبات الأخريات السود ولكن أيضًا للسيرة الذاتية الأفرو-أمريكية ككل. وأضاف هيلتون ألس أن«الطائر الحبيس» سجل المرة الأولى التي تمكنت خلالها كاتبة سوداء" تسليط الضوء على السواد المتفشي في قلب الولايات المتحدة دون تقديم أدنى اعتذار لأحد أو دفاع عن أحد". وبفضل هذه الترجمة الذاتية أصبحت أنجيلو شخصية معترف بها تحظى باحترام وتقدير كبير وذلك باعتبارها المتحدث الرسمي للنساء السود. ولقد جعلتها هذه السيرة" دون أدنى شك...المرأة السوداء الأكثر سطوعًا في سماء أمريكا" وأيضًا" الصوت الأعلى الناطق بفن السيرة الذاتية في تلك الفترة". وكما ذكر الكاتب غاري يونغ" يبدو أن حياة مايا أنجيلو تتمثل بالفعل في أعمالها على نحو يميزها عن أي كاتب آخر مازال في قيد الحياة".
وأضاف ألس أنه بالرغم من الإسهام الكبير الذي حققته «الطائر الحبيس» في زيادة كتابات النساء السود خلال فترة السبعينيات فإن نجاح هذه السيرة الذاتية ينسب إلى تقنية الإبداع أكثر من «الصدى الذي خلفته في روح العصر السائدة آنذاك» وذلك أثناء نهاية حركة الحقوق المدنية الأمريكية. وقال ألس إن كتابات أنجيلو ترتكز بشكل كبير على الوحي الذاتي منه على الحركة السياسية أو الحركة النسوية، ولكن هذه الأعمال حررت العديد من الكاتبات وجعلتهم «يكشفون خبايا أنفسهن دون خجل من أعين العالم». وذكرت الناقدة مارجريت براكستون أن «الطائر الحبيس» من أكثر التراجم الذاتية متعة جمالية والتي قامت بكتابتها امرأة أمريكية من أصل إفريقي في عصرها.

### استقبال انتقادي
ومن المرجح أن الناقدة الأدبية إلسي برنيس واشنطن، أطلقت على أنجيلو" شاعرة أمريكا الرسمية السوداء" بسبب اختيار الرئيس بيل كلينتون لها لتلقي قصيدتها" على نبض الصباح" في حفل تنصيبه 1993. وارتفعت مبيعات النسخة الورقية لكتب أنجيلو وأشعارها بنسبة 300-600% بعد أسبوع من إلقاء قصيدتها، الأمر الذي دفع دار بانتام بوكس إلى طباعة 400.000 نسخة من جميع كتبها حتى تجاري الطلب. وأفادت راندوم هاوس التي نشرت كتب أنجيلو المجلدة، ونشرت أيضًا قصيدتها في وقت لاحق من ذلك العام أنها باعت عددًا كبيرًا من كتب أنجيلو في يناير 1993 وذلك مقارنة بالعدد الذي باعته على مدار عام 1992، وهو ما يمثل زيادة تصل نسبتها إلى 1200%. وردًا على الانتقادات الموجهة إلى أنجيلو بشأن استخدام تفاصيل حياتها في مجال العمل،  ذكرت أنجيلو جملتها الشهيرة " وأنا أتفق مع بلزاك ومع كتاب القرن التاسع عشر، البيض منهم والسود، الذين قالوا إنني" أكتب من أجل الكسب المادي".
وانتقد العديد من الآباء كتب أنجيلو وبصفة خاصة «أعرف لماذا يغرد الطائر الحبيس» مما أدى إلى حذف هذه الكتب من المناهج الدراسية وإقصائهم من فوق أرفف المكتبات. ووفقًا لهيئة التحالف الوطني ضد الرقابة على المطبوعات اعترض الآباء واعترضت المدارس كذلك على تصوير«الطائر الحبيس» للسحاق، والمعاشرة قبل الزواج، والتصوير الإباحي بالإضافة إلى استخدام العنف. وانتقد البعض مشاهد الكتاب الجنسية الفاضحة، وطريقة استخدام اللغة، والتصويرات غير الدينية المسيئة. وجاءت  «الطائر الحبيس» في المركز الثالث على قائمة جمعية المكتبات الأمريكية (ALA) لأكثر الكتب جرأة في الفترة بين 1990-2000، ثم تراجع إلى المركز السادس في الفترة بين 2000-2009.

### الجوائز والأوسمة
المقال الرئيسي: لائحة الشرف الحاصلة عليها مايا أنجيلو
لقد كرمتها الجامعات والمنظمات الأدبية والأجهزة الحكومية وجمعيات المصالح الخاصة بفضل أعمالها الأدبية. وتضمنت الأوسمة التي حصلت عليها ترشيح سيرتها الذاتية «أعرف لماذا يغرد الطائر الحبيس» لجائزة الكتاب الوطنية وجائزة بوليتزر عن ديوان «أعطني كوب ماء بارد قبل أن أموت» وجائزة توني عن دورها في مسرحية «فلننظر بعيدًا» 1973 إضافة إلى ثلاث جوائز غرامي عن ألبوماتها الصوتية. وفي عام 1995 اعترفت دار نشر راندوم هاوس بفضل مايا أنجيلو في جعلها دار النشر صاحبة أكثر الكتب مبيعًا. وقد عملت أنجيلو في اثنتين من اللجان الرئاسية، وحصلت على الميدالية الوطنية للفنون في عام 
2000، هذا إلى جانب حصولها على وسام لينكولن في 2008 ووسام الحرية الرئاسي في 2011. كما تسلمت أنجيلو أكثر من ثلاثين شهادة دكتوراة فخرية.

### تدريس أعمالها الأدبية في المراحل التعليمية
لقد وُظِّفت السير الذاتية لمايا أنجيلو في مناهج السرد وتعدد الثقافات المستخدمة في تدريب وإعداد المعلمين. واستخدمت جوسلين جلازير، الأستاذة بجامعة جورج واشنطن «أنا أعرف لماذا يغرد الطائر الحبيس» و«اجتمعا معًا في اسمي» في تدريب المعلمين على كيفية «التحدث عن الأعراق» داخل الفصول الدراسية. وطبقًا لما ذكرته جلازير فإن استخدام أنجيلو للسخرية من الذات، والفكاهة، والمفارقة جعل القارئ غير متيقن مما «استبعدته أنجيلو» في ترجمتها الذاتية، إضافة إلى عدم تيقنه أيضًا من كيفية الاستجابة للأحداث التي سردتها. لقد أجبر وصف أنجيلو لتجاربها مع العنصرية القراء ذوي اللون الأبيض على استكشاف مشاعرهم حول العرقية و«وضعهم المتميز». واكتشفت جلازير أنه بالرغم من تركيز النقاد على حيثية ملائمة أسلوب أنجيلو للسيرة الذاتية الأفرو-أميريكية وتقنياتها الأدبية، اتجه القراء إلى التفاعل مع فنها القصصي بـ «الدهشة وبخاصة حينما بدأو في الولوج إلى النص متوقعين بعض التقنيات المحددة لفن السيرة الذاتية».
وحلل دانيال تشالنجر في كتابه" قصص الصمود في مرحلة الطفولة" 1997 أحداث"الطائر الحبيس" وذلك لتصوير روح المقاومة التي يمتلكها الأطفال. وذكر تشالنجر أن هذا الكتاب قد وفر" إطارًا مفيدًا لاستكشاف العقبات التي تواجه العديد من الأطفال، ومن بين هذه العقبات تلك التي واجهتها مايا أنجيلو وكذلك كيفية مساعدة المجتمعات لهؤلاء الأطفال كي يعبرون جسر النجاح كما حدث في حالة أنجيلو. وأفادت عالمة النفس، كريس بوياتريس أنها بالاستعانة ب« الطائر الحبيس» استطاعت أن تكمل النظريات والأبحاث العلمية للتحكم في موضوعات تنمية الطفل، مثل تطوير مفهوم الذات وتقديرها، ومقاومة الأنا، والمثابرة في مقابل الدونية، و معالجة تأثيرات الإساءة، وأنماط تربية الأبناء، والأخوة والصداقة، والقضايا الجنسانية، والتنمية المعرفية، ومرحلة البلوغ، وتشكيل الهوية في مرحلة المراهقة. ووجدت أن الكتاب، أداة غاية الفعالية" في تقديم أمثلة من واقع الحياة تجسد هذه المفاهيم النفسية".

## أسلوبها في كتابة السير الذاتية

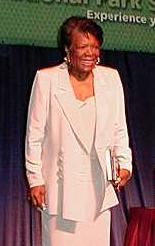
مايا أنجيلو في مؤتمر ديسكفري 2000

وكثيرًا ما أدى استخدام أنجيلو لتقنيات الرواية، مثل الحوار والتشخيص وتطور الفكرة ونمط العرض والحبكة واللغة، إلى تصنيف كتبها ضمن السيرة الذاتية الروائية. وكما ذكرت الباحثة النسوية ماريا لاوريت تعمدت أنجيلو تحدي التركيب الشائع للسيرة الذاتية بنقد، وبتغيير، وبتوسيع هذا النوع الأدبي. وذكرتا ماري ولبتون أن كافة السير الذاتية لمايا أنجيلو تتفق مع البنية الاعتيادية لهذا النوع حيث كتب هذه السير مؤلف واحد وهي تتبع تسلسلًا زمنيًا كما أنها تشتمل على الشخصيات والبراعة الفنية إضافة إلى الفكرة. وأقرت أنجيلو أن هناك العديد من الجوانب الروائية في كتبها وأيدت لبتون ذلك مشيرة إلى أن أنجيلو قد تميل إلى«الابتعاد عن المفهوم التقليدي للسيرة الذاتية بوصفها قصة واقعية» وهو الأمر الذي يوازي أعراف ومواثيق السيرة الذاتية الأفرو-أمريكية والتي كتبت خلال فترة مطبقة في تاريخ الولايات المتحدة وعندما صاغت لبتون والباحث الأفرو-أمريكي كريسبين سارتويل  هذه الفكرة خضعت الحقيقة للرقابة بدافع حماية الذات. وقد وضع الباحث ليمان هاجن  أعمال مايا أنجيلو ضمن التقاليد العريقة للسيرة الذايتة الأفرو-أمريكية، ولكنه ذكر أن أنجيلو قد ابتكرت سيرة ذاتية فريدة من نوعها.
وطبقًا للأدب الأفرو-أمريكي، ذكر الباحث بير واكر أن التحدي الذي واجهه هذا الأدب تمثل في ضرورة إثبات المؤلفين مكانتهم باعتبارهم أدباء قبل تحقيق أهدافهم السياسية. وهذا هو السبب الذي جعل روبرت لوميس يحفز أنجيلو على كتابة"الطائر الحبيس" من خلال تحديها على كتابة سيرة ذاتية يمكن النظر إليها بوصفها" فن راق". وأقرت أنجيلو اتباعها لنمط العبيد السردي في حديثها عن ضمير المتكلم الجمع باستخدام ضمير المتكلم المفرد، فكانت دائمًا تقول" أنا" وتقصد" نحن". وأطلق الباحث جون مكورتر على كتب أنجيلو" المسارات" التي تدافع عن ثقافة الأمريكين-الأفارقة والتي تحارب القوالب النمطية السلبية. ووفقًا لمكورتر ألفت أنجيلو كتبها كما لو أنها للأطفال أكثر منها للكبار وذلك لتدعم دفاعها عن ثقافة السود. ورأى مكورتر أن أنجيلو تمثل" الشخصيات المساندة للأمريكين السود في الأوقات العصيبة" وذلك لإنها صورت نفسهافي سيرها الذاتية. وعلى الرغم من أن مكورتر يعتبر أنجيلو مؤرخة فإنه أقر" أنها ساعدت على تمهيد الطريق للكتاب السود المعاصرين الذين أصبح بإمكانهم الاستمتاع بالرفاهية لكونهم مجرد أفراد لم يعدوا ممثلين للعرق، بل ممثلين لأنفسهم فقط. وقد عقدت الباحثة لين بلوم مقارنة بين كتابات أنجيلو وكتابات فريدريك دو غلاس، وأشارت إلى أن كلًا منهما حقق نفس الغرض؛ وهو وصف ثقافة السود وتفسيرها للشعوب 
البيض على نطاق أوسع. واستنادًا إلى رأي الباحثة سندرا أنيل من الممكن أن نصنف شعر مايا أنجيلو ضمن التقاليد الشفهية الأفرو-أمريكية في حين أن نثرها «يتبع الأسلوب الكلاسيكي للنماذج الغربية غير الشعرية». وصرحت أنيل أنه بالرغم من تجنب أنجيلو«للغة السود المتجانسة» فإنها حققت من خلال الحوار المباشر ما تطلق عليه«تعبير الغيتو، على نحو أكثر من المتوقع». واكتشف مكورتر أن كلًا من اللغة التي استخدمتها أنجيلو في سيرها الذاتية والشخصيات التي قامت بتصويرها على أنها لا تمت بصلة إلى الواقع أدى إلى حالة من الفصل بينها وبين جمهورها. وكما ذكر مكورتر «لم يسبق لي أن قرأت سيرة ذاتية وأخذت وقتًا طويلًا للتفكير في كيفية وقوع هذه الأحداث، وفيما إذا كان هذا الموضوع حقيقًا أم لا». ومن ناحية أخرى أكد مكورتر أن تصوير أنجيلو للشخصيات الرئيسة مثل شخصيتها، وشخصية ابنها غاي، وشخصية الأم فيفيان، لا يمثل ما يتوقعه القارئ، فقد كان كلامهم«عفويًا طاهرًا». غاي على سبيل المثال، يجسد الشاب الأسود، بينما تجسد فيفيان شخصية الأم المثالية. وعمدت اللغة الرسمية التي استخدمتها أنجيلو في نصوصها وفي موضوعاتها إلى إثبات قدرة السود على استخدام اللغة الإنجليزية القياسية بجدارة.
ولاحظ مكورتر الكثير من الأسباب التي خلقت سمة«اعتذارية» لأسلوب أنجيلو في الكتابة. فعندما كتبت أنجيلو الطائر الحبيس في أواخر الستينيات من القرن العشرين كانت «الوحدة العضوية»، واحدة من أهم سمات الأدب الضرورية والمقبولة في ذلك الحين. وكان هدف أنجيلو هو تأليف كتاب يلائم هذه المعايير. وتعتبر الأحداث التي تناولتها في كتبها أحداثًا عرضية وتم صياغة هذه الأحداث وكأنها سلسلة من القصص القصيرة، ولكن ترتيبها لم يتبع تسلسلًا زمنيًا دقيقًا. فقد تم ذكر هذه الأحداث لعرض موضوعات كتبها والتي تشمل العنصرية، والهوية،والأسرة، والسفر. وقد أكد الباحث الإنجليزي فاليري سايرز«على تشابه شعر أنجيلو ونثرها». فكلاهما يعتمد على «صوتها المباشر» الذي يتبادل الإيقاعات الثابتة مع الأنماط المدغمة والتشبيهات والاستعارات المستخدمة ( كما في «الطائر الحبيس»). وطبقًا لما أورده هاجن، قد تأثرت أعمال أنجيلو بكل من الأدبية التقليدية، والتقاليد الشفهية لمجتمع الأمريكين الأفارقة. فعلى سبيل المثال، أشارت أنجيلو إلى أكثر من 100 شخصية أدبية في كتبها وأشعارها
، بالإضافة إلى استخدامها عناصر موسيقى البلوز، وقانون الشهادة على حياة الشخص وكفاحه، وبخس السخرية، واستخدام الاستعارات البسيطة، والإيقاعات، والترانيم. ولقد استخدمت أنجيلو الأحداث الشخصية والأحداث التاريخية في صياغة كتبها بدلًا من استخدام الحبكة الدرامية.

## الشعر
وبالرغم من أن أنجيلو اعتبرت نفسها كاتبة مسرحية وشاعرة عندما تحداها المحرر روبرت لوميس لتكتب«أعرف لماذا يغرد الطائر الحبيس»، فإنها تشتهر بتراجمها الذاتية. ووفقًا للبتون فإن قراء أنجيلو يعتبرونها شاعرة في المرتبة الأولى وكاتبة سيرة ذاتية في الثانية
.ولقد لقبها المحرر إليسي واشنطن ب«شاعرة أمريكا الرسمية السوداء» كما أطلق على شعرها«نشيد الأمريكين الأفارقة». ولقد كان نجاح أنجيلو باعتبارها شاعرة مساو لنجاحها باعتبارها كاتبة سير ذاتية. وفي وقت مبكر بدأت أنجيلو في عملها الكتابي وذلك بتناوب نشر سيرة ذاتية بمجموعة شعرية. ورشحت مجموعتها الشعرية الأولى«أعطني كوب ماء بارد فأنا أموت» والتي أصدرت في عام 1971 بعد فترة وجيزة من إصدار «أعرف لماذا يغرد الطائر الحبيس» لجائزة بوليتزر وأصبحت من أكثر الكتب مبيعًا.

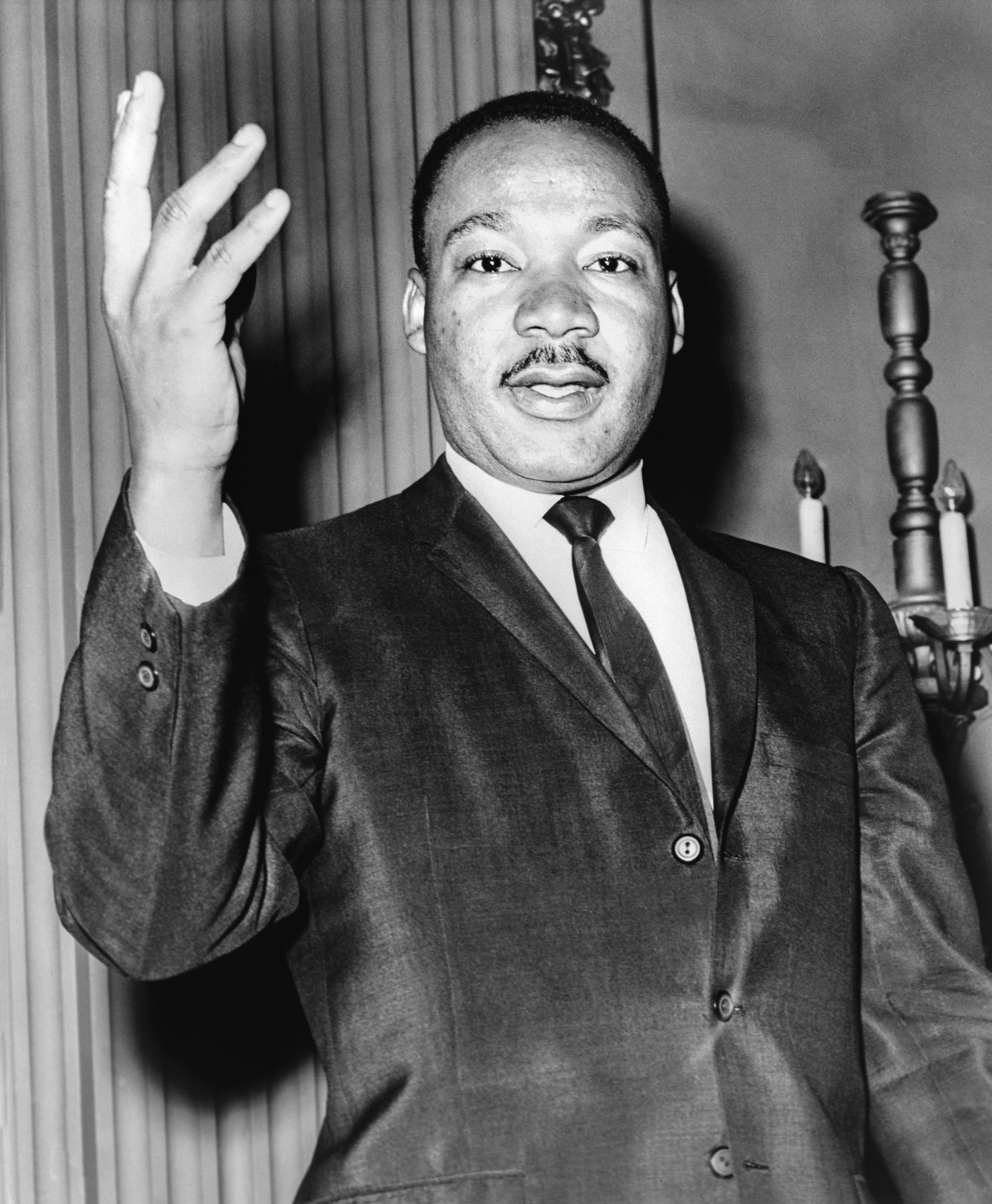
مارتن لوثر كينغ، جونيور. وقد ذكر النقاد أن شعر أنجيلو يستحضر التقاليد الشفهية الأفرو-أمريكية على نحو ما يجسده كينج.

وكانت قصيدة «على نبض الصباح» التي ألقتها أنجيلو في حفل تنصيب الرئيس بيل كلينتون 1993 هي الأكثر شهرة بين قصائدها. وذكر لبتون أن «عظمة أنجيلو المطلقة تعزي إلى» هذه القصيدة، كما أن أداءها «المسرحي» لهذه القصيدة مستخدمة المهارات التي تعلمتها بوصفها ممثلة ومتحدثة رسمية، مثل العودة إلى التقاليد الشفهية للمتحدثين الأمريكيين-الأفارقة أمثال، فريدريك دوغلاس، ومارتن لوثر كينغ، ومالكولم إكس. وألقت أنجيلو ما أطلق عليه ريتشارد لونج «القصيدة الثانية للعامة» تحت عنوان «الحقيقة الجريئة الصادمة» وأحيت بها الذكرى الخمسين للأمم المتحدة في عام 1995. ووقع الاختيار أيضًا على أنجيلو كي تلقي إحدى قصائدها في مسيرة المليون رجل. وفي عام 2009 كتبت أنجيلو قصيدتها «اكتسبنا إياه» وهي قصيدة تدور فكرتها حول مايكل جاكسونوألقتها الملكة لطيفة في جنازته. وكما ذكرت جيليبسي«وقعت أنجيلو في حب الشعر في ستامبس، بولاية أركنساس» بعد حادث الاعتداء عليها، وهي في الثامنة من عمرها. وحفظت ودرست الأعمال الأدبية العظيمة بما فيها الشعر. واستنادًا إلى ما ورد في «أعرف لماذا يغرد الطائر الحبيس» شجعتها صديقتها فلاورز على إلقاء قصائدها الأمر الذي ساعدها على الخروج من حالة الخرس التي انتابتها. وقالت غليبسي إن قصائد أنجيلو «تعكس دقة وثراء لغة حديث السود ومشاعرهم» وكانت من المفترض أن تقرأ بصوت عال. وأكدت أنجيلو ما ذكرته غليبسي وأخبرت أحد المذيعين في عام 1993 أنها كتبت الشعر كي تقرأه بصوت عال للخروج من حالة الخرس. وقد قارن الناقد هارولد بلوم، شعر أنجيلو بالقوالب الموسيقية مثل الموسيقى الريفية، والأغاني الشعبية. ووصفت قصائدها بأنها تؤدي وظيفة اجتماعية وليست جمالية «وخصيصًا في عصر تهيمن عليه وسائل الإعلام المرئية».
وقد ربط الباحث زوفيا بور «إخفاق أنجيلو في إقناع النقاد بموهبتها الشعرية» بسببين: أولهما الطابع العام للكثير من قصائدها ونجاحها الشعبي وثانيهما تفضيل النقاد للشعر المكتوب أكثر من الشعر الشفهي. وذكر بلوم أن شهر أنجيلو أصبحت شعبية بعد أن كانت انتقادية. وأطلق جيمس فين كوتر في نقده لديوان أنجيلو 1976، «جناحي سيلائماني»، «مثال مؤسف لأخطار النجاح». وأقر الناقد جون ألفريد أفانت أنه بالرغم من ترشيح المجموعة الشعرية «أعطني كأس ماء بارد فأنا أموت»، لجائزة بوليتزر، فإنها لم يتم إتمامها «بأية وسيلة». وأكد الباحث جوان براكستون أن «جمهور أنجيلو تألف إلى حد كبير من النساء ومن السود ولم يتأثر فعليًا بما ذكره البيض أو النقاد من التقاليد الأدبية السائدة فهذا الجمهور لا يقرأ للنقاد الأدبيين، ولكنه يقرأ لمايا أنجيلو». وقد تصدى بور لنقاد أنجيلو من خلال إدانتهم بعدم أخذ أهداف أنجيلو الأبعد من كتاباتها في عين الاعتبار «أن تكون ممثلًا لجماعة بدلًا من فرد، جماعة عامة وليست طائفية». وقد أطلق بلوم على شعر أنجيلو «الشعر الشعبي» وذكر أن هذا الشعر لا يقدم ثمة مطالب عرفية أو غير شرعية للقارئ.